# ムスタファ・リガ
ラハマト・リガ・ムスタファ（Rahamat Riga Mustapha、1981年10月10日 - ）は、ガーナの首都アクラ出身のサッカー選手。U-21オランダ代表であった。ポジションはウイング、フォワード。

## 経歴
1998年にオランダのフィテッセからデビューし、2000-01シーズンにはRBCローゼンダールにレンタル移籍した。2003年にスパルタ・ロッテルダムに移籍し、2シーズンで26得点を挙げた。
2005年、スペイン・セグンダ・ディビシオン（2部）のレバンテUDに移籍した。2005-06シーズンは38試合に出場して11得点を挙げ、プリメーラ・ディビシオン（1部）返り咲きに貢献した。2006-07シーズンは初のプリメーラ・ディビシオン挑戦ながら9得点、2007-08シーズンも8得点を挙げ、加入から3シーズン連続でチーム内得点王に輝いた。スペイン在籍時には、その鮮烈なスピードから弾丸(The Bullet)の異名を取った。
2008年夏にレバンテUDとの契約が満了し、8月1日、プレミアリーグのボルトン・ワンダラーズFCと契約した。8月2日、チョーリーFCとのプレシーズンマッチ(2-0)でデビューして得点した。リーグ戦デビューは8月23日にセント・ジェームズ・パークで行われたニューカッスル・ユナイテッドFC戦で、85分に途中出場した。その後、選手登録されない期間があったが、2009年8月に再登録されて背番号10を背負った。2009-10シーズン終了後、背番号を15に変更した。2010-11シーズン開幕時にはボルトンの登録リストに入ることなく、2011年1月27日、クラブとの契約が満了した。
2011年3月22日、セグンダ・ディビシオン（2部）のFCカルタヘナと契約した。同年9月28日、クイーンズ・パーク・レンジャーズFCのリー・クックとともにノッティンガム・フォレストFCのリザーブチームのトライアルを受けた。